# フィリップ・ノジェール
フィリップ・ピエール・ガストン・フランソワ・ノジェール（Philippe Pierre Gaston François Nozières、1932年4月12日 -）は、フランスの物理学者。フランスのグルノーブルにあるラウエ・ランジュバン研究所に勤務している。パリ出身。

## 学歴
パリの高等師範学校に学び、ニュージャージー州プリンストンのプリンストン大学で研究を行った。パリ大学とグルノーブル大学で教授を務めた。現在は研究拠点をグルノーブルのラウエ・ランジュバン研究所においている。

## 研究
多体問題をさまざまな面から研究してきた。固体の基礎理論、特に金属中の電子の挙動を理解するために大きな貢献を果たした。短期間に、準粒子の概念とそのフェルミ液体との関係、金属中の局所的な力学、量子力学における不可逆現象にいたるまで深く携わってきた。自身の著作（N体問題）や研究を通じて、20年間で固体物理学におけるフランスの学派を確立し、その影響力は世界に広がった。現在は、結晶成長と表面物理に表面を当てて研究を行っている。

## ウルフ賞
1984年/1985年、スタンフォード大学のConyers Herringとともに、「固体、特に金属中の電子の挙動に関する基礎理論への多大な貢献」によりウルフ賞物理学部門を受賞した。